# Svizzera all'Eurovision Song Contest 1965
La Selezione Svizzera per l'Eurofestival 1965 si svolse a Locarno il 6 febbraio 1965.

## Canzoni in ordine di presentazione
| Posizione | Canzone                 | Artista        |
|           | Eines tages             | Carmela Corren |
|           | Douce                   | Audrey         |
|           | Tu sei                  | Bruna Lelli    |
| 1.        | Non (à jamais sans toi) | Yovanna        |
|           | Un bacio sulle dita     | Wilma Goich    |
|           | Ay ay lachende sonne    | Carmela Corren |